# 知多市立新田小学校
知多市立新田小学校（ちたしりつしんでんしょうがっこう）は、愛知県知多市にある公立小学校。

## 沿革

### 年表
- 1873年（明治6年）11月28日 - 寺本新田の地蔵堂（現：満徳寺）を仮校舎として博文社創立[1]。寺本新田と緒川新田の約20名の生徒が学んだ[1]。
- 1876年（明治9年）
  - 1月6日 - 地蔵堂から緒川新田の万栄庵に移転[1]。
  - 12月 - 仮校舎新築[1]。第七番小学博愛学校と改称[1]。
- 1880年（明治13年）12月9日 - 学校を分離し、亥新田に八幡学校分校、緒川新田に緒川学校分校博文学校を設立。
- 1892年（明治25年）7月15日 - 博愛尋常小学校と改称[1]。
- 1897年（明治30年）3月 - 八幡村字樹木に移転[1]。
- 1906年（明治39年） - 合併により廃校[1]。
- 1907年（明治40年）1月1日 - 八幡第四尋常小学校設立[1]。
- 1908年（明治41年）4月 - 東浦村が緒川新田尋常小学校を廃し、教育事務を八幡第四尋常小学校に委託[2]。
- 1909年（明治42年）6月30日 - 横須賀町大字加木屋字丸根7番地1に校舎完成[1]。
- 1947年（昭和22年）4月 - 学校教育法により、八幡町立第四小学校となる[3]。
- 1948年（昭和23年）10月 - 八幡町立新田小学校と改称[3]。
- 1955年（昭和30年）4月 - 合併により知多町が成立し、知多町立新田小学校となる[3]。
- 1960年（昭和35年）11月 - 知多町八幡字鍋山65番地（現在地）に移転新築竣工[1][3]。
- 1970年（昭和45年）9月 - 知多町の市制施行により、知多市立新田小学校となる[3]。
- 1972年（昭和47年）3月 - 屋内運動場新築工事竣工[3]。
- 1991年（平成3年）4月1日 - 特殊学級設置
- 1995年（平成7年）4月 - 体育館建設基礎工事着工
- 1997年（平成9年）3月 - 体育館新設工事完成
- 2007年（平成19年）8月 - 校舎耐震改修工事
- 2008年（平成20年）
  - 10月 - 校舎改築工事着工
  - 11月 - 第1回登龍門祭開催
- 2009年（平成21年）7月 - 南館完成
- 2010年（平成22年）3月 - 本館完成

## 行事
- 林間学校
- 運動会
- 修学旅行
- 入学式・卒業式
- 離任式・就任式

## クラブ
- 漫画イラストクラブ
- ダンスクラブ
- 音楽クラブ
- ドッジボールクラブ
- ボードゲームクラブ
- 昔遊びクラブ
- バレーボールクラブ
- アクティブクラブ

## 交通アクセス
- 名鉄名古屋本線 八幡新田駅、巽ヶ丘駅
- あいあいバス

## 出身著名人
- 福谷浩司 - プロ野球選手/北海道日本ハムファイターズ所属
- 澤井廉 - プロ野球選手/東京ヤクルトスワローズ所属